# کافر (فیلم ۲۰۲۰)
کافر (انگلیسی: Infidel) یک فیلم در ژانر سیاسی و اکشن به کارگردانی سیروس نورسته است.